# Gran Premi d'Europa
|  | Aquest article tracta sobre Fórmula 1. Si cerqueu informació sobre motociclisme, vegeu «Gran Premi d'Europa de motociclisme». |

El Gran Premi d'Europa és una carrera automobilística puntuable pel campionat de Fórmula 1 que s'ha anat disputant a diferents circuits europeus des del 1983. El 2016 es durà a terme per primera vegada al circuit urbà de Bakú.

## Història
Els estatuts de la FIA estableixen que només pot haver-hi una cursa per país al Campionat Mundial de Fórmula 1. Tot i això, la FIA mateixa no segueix al peu de la lletra les seves pròpies regles i organitza des de fa temps el Gran Premi de San Marino i el Gran Premi d'Imola a Itàlia i el Gran Premi d'Europa a diferents països, entre ells, Espanya i Alemanya, on venia coincidint amb els seus propis Grans Premis.
El Gran Premi de Luxemburg es va disputar únicament els anys 1997 i 1998, per donar-li un nom diferent a la carrera disputada al circuit de Nürburgring, que s'anomenava en anteriors edicions Gran Premi d'Europa però que en 1997 es va disputar sota aquest nom a Espanya.
L'any 1998 no es va disputar i entre 1999 i 2007 la carrera es va disputar a Nürburgring. Entre els anys 2008 i 2012 es disputà a València al Circuit Urbà situat a la zona del port i gestionat per la societat Valmor, creada ad hoc i formada per un conglomerat d'empreses.

## Guanyadors del Gran Premi d'Europa
| Any  | Pilot              | Equip              | Circuit        | Resultats |
| ---- | ------------------ | ------------------ | -------------- | --------- |
| 2016 | Nico Rosberg       | Mercedes           | Bakú           | Resultats |
| 2012 | Fernando Alonso    | Ferrari            | València       | Resultats |
| 2011 | Sebastian Vettel   | Red Bull - Renault | València       | Resultats |
| 2010 | Sebastian Vettel   | Red Bull - Renault | València       | Resultats |
| 2009 | Rubens Barrichello | Brawn GP           | València       | Resultats |
| 2008 | Felipe Massa       | Ferrari            | València       | Resultats |
| 2007 | Fernando Alonso    | McLaren - Mercedes | Nürburgring    | Resultats |
| 2006 | Michael Schumacher | Ferrari            | Nürburgring    | Resultats |
| 2005 | Fernando Alonso    | Renault            | Nürburgring    | Resultats |
| 2004 | Michael Schumacher | Ferrari            | Nürburgring    | Resultats |
| 2003 | Ralf Schumacher    | Williams - BMW     | Nürburgring    | Resultats |
| 2002 | Rubens Barrichello | Ferrari            | Nürburgring    | Resultats |
| 2001 | Michael Schumacher | Ferrari            | Nürburgring    | Resultats |
| 2000 | Michael Schumacher | Ferrari            | Nürburgring    | Resultats |
| 1999 | Johnny Herbert     | Stewart - Ford     | Nürburgring    | Resultats |
| 1997 | Mika Häkkinen      | McLaren - Mercedes | Xerès          | Resultats |
| 1996 | Jacques Villeneuve | Williams - Renault | Nürburgring    | Resultats |
| 1995 | Michael Schumacher | Benetton - Renault | Nürburgring    | Resultats |
| 1994 | Michael Schumacher | Benetton - Ford    | Xerès          | Resultats |
| 1993 | Ayrton Senna       | McLaren - Ford     | Donington Park | Resultats |
| 1985 | Nigel Mansell      | Williams - Honda   | Brands Hatch   | Resultats |
| 1984 | Alain Prost        | McLaren - TAG      | Nürburgring    | Resultats |
| 1983 | Nelson Piquet      | Brabham - BMW      | Brands Hatch   | Resultats |